# Bakterizid
Bakterizide sind chemische Substanzen, die Bakterien abtöten. Bakterizide gehören zur Stoffgruppe der Mikrobiozide.
Bakterizide findet man in der Gruppe der Antiinfektiva (zum Beispiel manche Antibiotika) und der Desinfektionsmittel.
Die Fähigkeit zur Abtötung von Krankheitserregern bezeichnet man als Bakterizidie. Das Adjektiv bakterizid beschreibt die abtötende Wirkung einer Substanz (z. B. eines Antibiotikums) auf Bakterien. Die Krankheitserreger müssen zu mindestens 99 % innerhalb der ersten 4 Stunden nach ihrer Anwendung abgetötet werden. Im Vergleich dazu haben bakteriostatische Substanzen lediglich eine das Wachstum hemmende Wirkung. Im Jahr 1877 berichteten Arthur Downes (1851–1938) und Thomas P. Blunt (1842–1929) über eine bakterizide Wirkung von Sonnenlicht.
Auch aus historischen Gründen wird das Adjektiv tuberkulozid für bakterizid auf Tuberkuloseerreger wirkende Substanzen verwendet.